# Diócesis de Halberstadt
La diócesis de Halberstadt (en latín: Dioecesis Halberstadensis y en alemán: Bistum Halberstadt) fue una circunscripción eclesiástica de la Iglesia católica en Alemania. Se trataba de una diócesis latina, sufragánea de la arquidiócesis de Maguncia. Fue suprimida de hecho en 1648. Además de su función episcopal, los obispos de Halberstadt tenían poder temporal, ya que Halberstadt era un principado eclesiástico dentro del Sacro Imperio Romano Germánico, el principado episcopal de Halberstadt.

## Territorio y organización

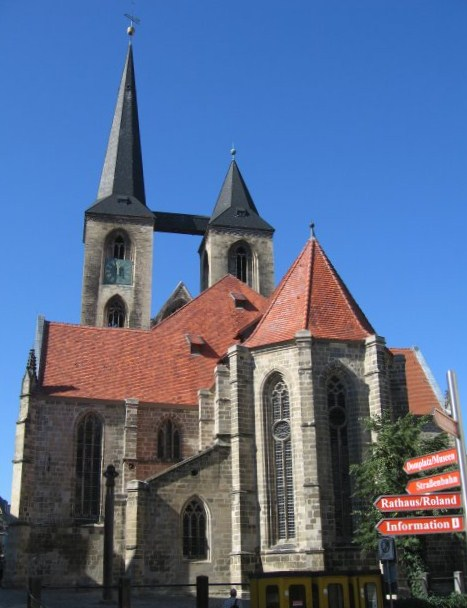
Iglesia de San Martín (Martinikirche) en Halberstadt, mencionada por primera vez en el

La diócesis extendía su jurisdicción sobre los fieles católicos de rito latino residentes en parte del actual estado de Sajonia-Anhalt. Se extendía al norte hasta los valles de Aller y Ohre, al este hasta el Elba y el Saale, al oeste hasta el río Oker, al suroeste hasta las tierras regadas por los ríos Unstrut, Helme y Wipper, y al sur hasta Merseburg y Zeitz. La diócesis incluía los antiguos gau sajones de Balsamgau, Derlingau, Harzgau, Schwabengau y Hassegau, así como la parte occidental de Nordthüringgau. Limitaba al norte con las diócesis de Verden y Havelberg, al este con las de Brandeburgo, Magdeburgo y Merseburg, al sur con la diócesis de Naumburgo y la arquidiócesis de Maguncia, y al oeste con la diócesis de Hildesheim.

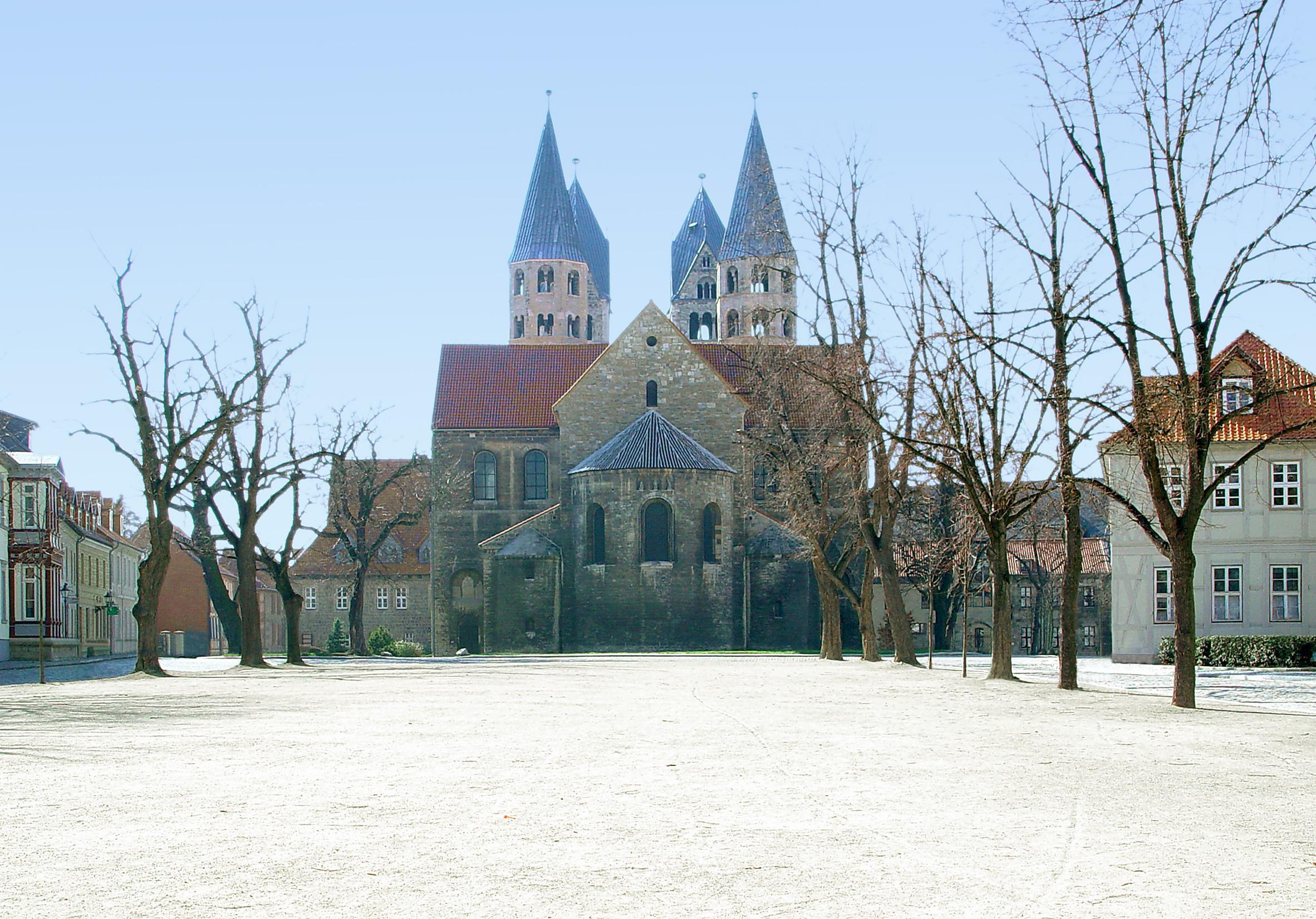
Iglesia de Nuestra Señora (Liebfrauenkirche) en Halberstadt, fundada en 1005 por el obispo Arnulfo

La sede de la diócesis se encontraba en la ciudad de Halberstadt, en donde se halla la Catedral de los Santos Esteban y Sixto, que desde 1591 es luterana y hoy es propiedad de la Fundación Cultural de Sajonia-Anhalt y es utilizada por la Iglesia evangélica en Alemania Central.

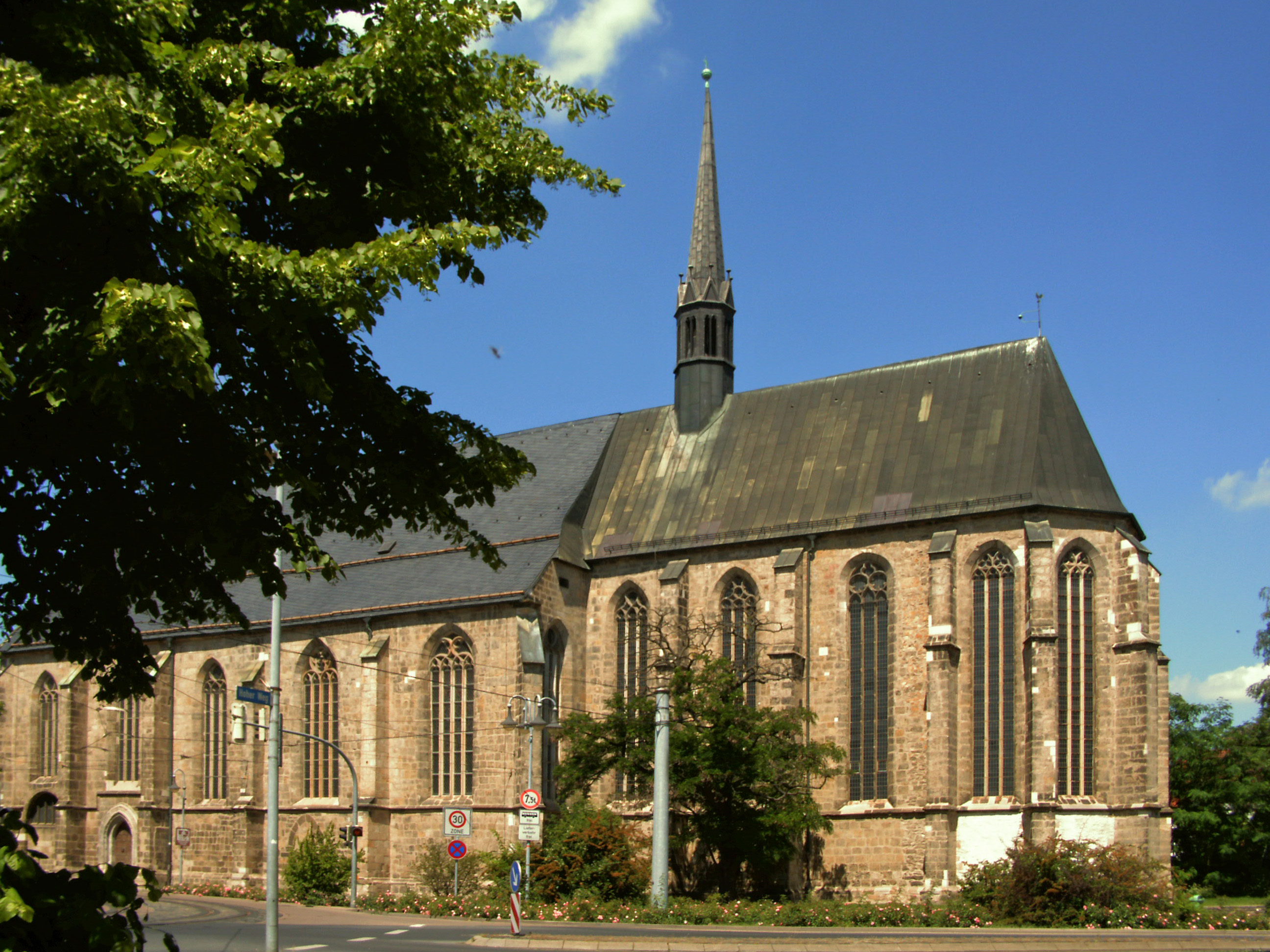
Santa Catalina fue la iglesia del monasterio dominico de Halberstadt, fundado por el obispo Friedrich von Kirchberg en 1224, sólo tres años después de la muerte de santo Domingo de Guzmán

A partir del siglo XIII el territorio diocesano se dividió en 13 arcedianatos, que aumentaron a 37 a finales del siglo XV.

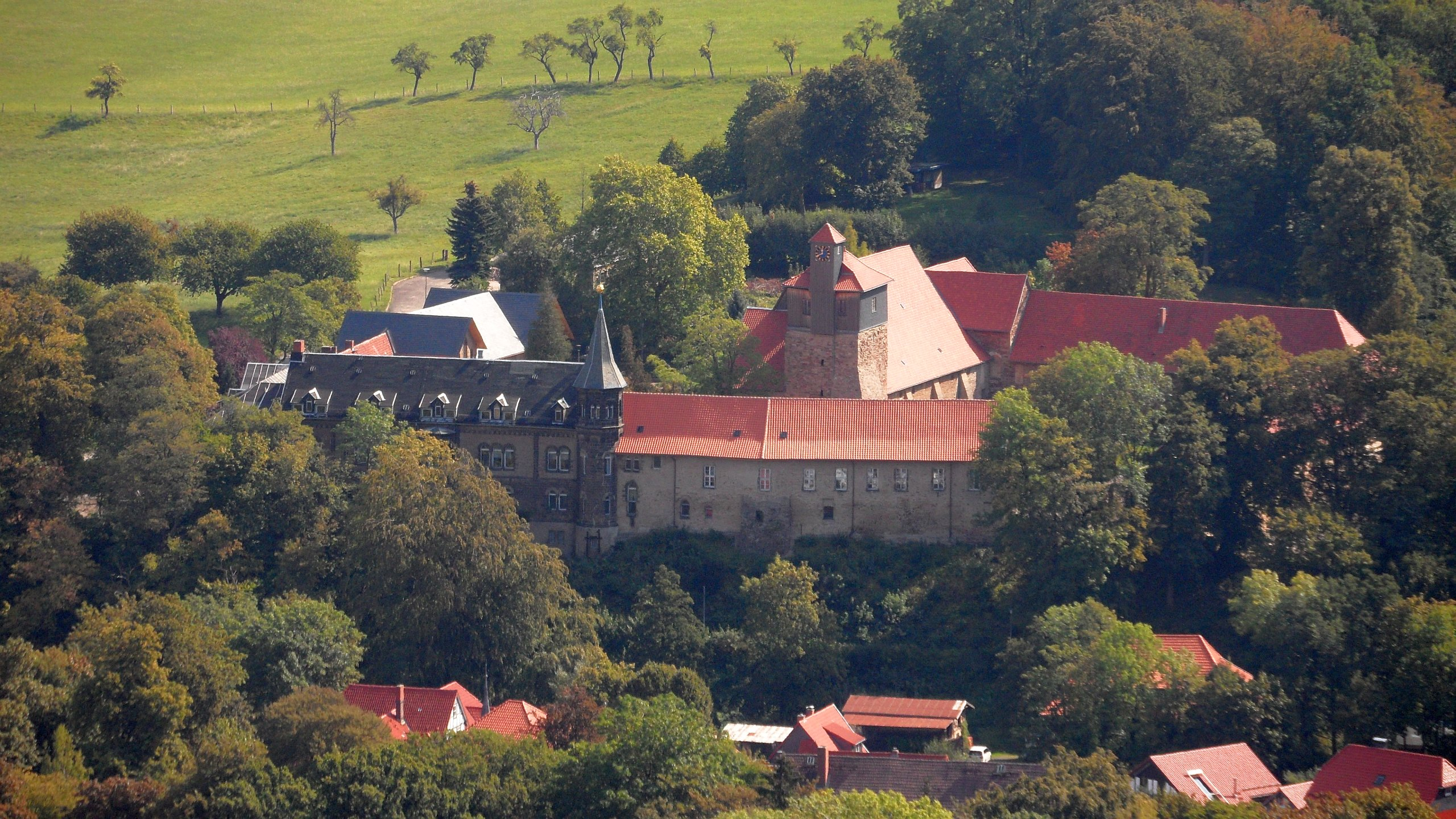
Abadía benedictina de Ilsenburg, fundada por el emperador Otón I, suprimida durante la Reforma protestante

## Historia
Después de treinta años de guerra para someter a los sajones, Carlomagno inició la obra de cristianización y evangelización del pueblo todavía pagano. Alrededor de 780-781 se fundó un centro misionero en la zona norte del Harz en Seligenstadt, la actual Osterwieck. Allí, hacia el año 804, la actividad misionera fue confiada a Hildegrim, obispo de Châlons, y a su hermano Ludgero, abad de Werden. Hildegrim es reconocido por la tradición como el primer obispo de Halberstadt.
La diócesis es mencionada por primera vez en un diploma fechado el 2 de septiembre de 814, en el que el emperador Ludovico Pío confirmó el traslado del centro misionero de Seligenstadt a Halberstadt, ya decidido por Carlomagno, sometiendo la nueva diócesis a la provincia eclesiástica de Maguncia. La diócesis jugó un papel importante en la política imperial de germanización de estas tierras, hasta que en 968 se erigió la arquidiócesis de Magdeburgo, con territorio tomado de la de Halberstadt. Al mismo tiempo cedió otra porción de territorio con el fin de erigir la diócesis de Merseburg.
Entre los siglos X y XI la ciudad obtuvo derechos de ciudad y los obispos adquirieron cada vez más poderes administrativos y judiciales, dando lugar al principado eclesiástico, que se formó plenamente en la época del obispo Ulrich († 1181).
La catedral actual, de estilo gótico, fue iniciada en 1236 y consagrada en 1491.
Gebhard von Hoym, que dimitió en 1479, fue el último obispo de Halberstadt. La sede fue cedida más tarde a la administración de los arzobispos de Magdeburgo, que en su mayoría eran príncipes, algunos de los cuales nunca recibieron las órdenes sagradas. La diócesis estaba de hecho gobernada espiritualmente por obispos auxiliares.

### Reforma protestante
A partir de 1521, la Reforma luterana se extendió también a la diócesis de Halberstadt, indirectamente debido al príncipe-obispo Alberto de Brandeburgo: ya arzobispo de Magdeburgo y obispo de Halberstadt, en 1514 obtuvo también la elección como arzobispo-elector de Maguncia: la venta de indulgencias promovida para pagar a la Sede Apostólica los derechos debidos, despertó una fuerte indignación y provocó la publicación de las noventa y cinco tesis de Martín Lutero. Sin embargo, la Reforma se extendió lentamente en la diócesis de Halberstadt; la primera parroquia luterana de la ciudad episcopal se remonta a la década de 1540.
En 1566 murió Segismundo de Brandeburgo, el último prelado de Magdeburgo que administró la diócesis. Más tarde, el capítulo eligió como administrador a Enrique Julio de Brunswick-Luneburgo, que tenía sólo dos años. Alcanzada la mayoría de edad en 1591, se convirtió al luteranismo e impuso la Reforma protestante en toda la diócesis. Posteriormente el capítulo eligió a otros príncipes protestantes como administradores, que no fueron reconocidos por la Santa Sede. Sin embargo, la Reforma no avanzó mucho: la mayoría de los canónigos del capítulo y los fieles de Halberstadt siguieron siendo católicos. Los jesuitas incluso pensaron en abrir una comunidad allí.
El último administrador católico fue Leopoldo Guillermo de Habsburgo, nombrado emperador por su padre en 1629 tras el Edicto de Restitución y confirmado en 1635. Ni siquiera sacerdote consagrado sino militar profesional, intentó en vano imponer la Contrarreforma católica en la diócesis firmemente defendida por las tropas protestantes durante la Guerra de los Treinta Años. Sin embargo, con la muerte de Segismundo de Brandeburgo la diócesis de facto ya no existía. El principado episcopal fue abolido con la Paz de Westfalia en 1648.
Sin embargo, los católicos no desaparecieron del todo y se garantizó la situación existente en 1624: la presencia de católicos en el cabildo catedralicio y en los capítulos de las demás colegiatas de la antigua diócesis; la supervivencia de 11 conventos y monasterios católicos; varias pequeñas comunidades de la diáspora católica. Todas estas realidades fueron sometidas, a partir de 1667, a la autoridad de los vicarios apostólicos de Alemania Septentrional.

## Episcopologio
- Hildegrim I † (circa 809-20 de junio de 827 falleció)[nota 3]
- Thiatgrim † (827-8 de marzo de 840 falleció)
- San Aimón † (840-27 de marzo de 853 falleció)
- Hildegrim II † (853-21 de diciembre de 888 falleció)
- Agiulf † (889-27 de enero de 894 falleció)
- Sigismund † (894-14 de enero de 926 falleció)
- Bernhard von Hadmersleben † (926-3 de febrero de 968 falleció)
- Hildeward von Werl † (27 de febrero de 968-25 de noviembre de 995 falleció)
- Arnulf † (13 de diciembre de 996-7 de septiembre de 1023 falleció)
- Branthog † (27 de diciembre de 1023-27 de agosto de 1036 falleció)
- Burchard von Nabburg † (18 de octubre de 1036-18 de octubre de 1059 falleció)
- Burchard von Veltheim † (diciembre de 1059-11 de abril de 1088 falleció)
- Dietmar von Supplinburg † (1 de febrero de 1089-16 de febrero de 1089 falleció)
- Herrand † (1089-23 de octubre de 1102 falleció)
- Friedrich † (?-1105 depuesto)
- Reinhard von Blankenburg † (31 de marzo de 1106-febrero o marzo de 1123 falleció)[1]
- Otto von Kuditz † (antes del 25 de mayo de 1123-mayo de 1135 depuesto)
- Rudolf † (1 de marzo de 1136-después del 18 de octubre de 1149 falleció)
- Ulrich † (1149-circa 1160 depuesto)
- Gero von Schowitz o Schermke † (circa 1160-1177 depuesto)
- Ulrich † (1177-30 de julio de 1181 falleció) (por segunda vez)
- Dietrich von Krosigk † (3 de agosto de 1181-26 de septiembre de 1193 falleció)
- Gardolf von Harbke † (1193-21 de agosto de 1201 falleció)
- Konrad von Krosigk † (después del 9 de septiembre de 1201-1208 renunció)
- Friedrich von Kirchberg † (1209-5 de marzo de 1236 falleció)
- Ludolf von Schladen I † (antes del 24 de julio de 1236-9 de agosto de 1241 falleció)
- Meinard von Kranichfeld † (1241-1253 falleció)
- Ludolf von Schladen II † (1253-29 de noviembre de 1253 depuesto)
- Volrad von Kranichfeld † (27 de agosto de 1254-1295 renunció o falleció)
- Hermann von Blankenburg † (8 de septiembre de 1296-27 de abril de 1304 falleció)
- Albrecht von Anhalt † (1304-4 de septiembre de 1324 falleció)
  - Albrecht von Braunschweig-Lüneburg † (1324-26 de julio de 1358 renunció) (antivescovo)
- Giselbrecht von Holstein † (14 de noviembre de 1324-1343 o 1344 falleció)
- Albrecht von Mansfeld † (24 de julio de 1346-1356 falleció)[nota 4]
- Ludwig von Meißen † (17 de marzo de 1357-5 de junio de 1366 nombrado obispo de Bamberg)
- Alberto de Sajonia † (21 de octubre de 1366-8 de julio de 1390 falleció)
- Ernst von Hohnstein † (28 de julio de 1390-5 o 6 de diciembre de 1400 falleció)
- Rudolf von Anhalt † (23 de febrero de 1401-28 de noviembre de 1406 falleció)
- Heinrich von Warberg † (3 de junio de 1407-24 de diciembre de 1410 falleció)
- Albrecht von Wernigerode † (28 de marzo de 1411-11 de septiembre de 1419 falleció)
- Johannes von Hoym † (4 de diciembre de 1419-8 de abril de 1437 falleció)
- Burchard von Warberg † (19 de julio de 1437-1458 falleció)
- Gebhard von Hoym † (26 de mayo de 1458-1479 renunció)
  - Ernst von Sachsen † (22 de marzo de 1480-3 de agosto de 1513 falleció) (administrador apostólico)
  - Albrecht von Brandenburg † (16 de diciembre de 1513-24 de septiembre de 1545 falleció) (administrador apostólico)
  - Johann Albrecht von Brandenburg-Ansbach † (24 de septiembre de 1545 por sucesión-17 de mayo de 1550 falleció) (administrador apostólico)
  - Friedrich von Brandenburg † (12 de septiembre de 1552-3 de octubre de 1552 falleció) (administrador apostólico)[nota 5]
  - Sede vacante (1552-1556)
  - Sigismund von Brandenburg † (6 de julio de 1556-14 de septiembre de 1566 falleció) (administrador apostólico)
  - Sede vacante (1566-1636)
  - Leopold Wilhelm von Österreich † (18 de agosto de 1635[nota 6]-1648 renunció) (administrador apostólico)
  - Sede suprimida